# Предраг Поповић (музичар)
Предраг Дракче Поповић (Београд, 8. мај 1962 — Београд, 29. јул 2019) био је бас гитариста прве оригиналне поставе Ван Гог музичке групе.

## Биографија
Предраг Поповић је рођен 8. маја 1962. године. Музичку каријеру је започео у групи Rock Express у којој је свирао са својим братом Љубомиром. Године 1986. постао је члан прве поставе музичке групе Ван Гог. Након изласка из Ван Гог групе направио је 18 година дугу паузу током које је радио на одржавању стоматолошке опреме. На сцену се званично враћа 2009. године као члан бенда Bijelo dugme tribute. Последњих 5 година наступао је као члан клупског бенда Dr. Beat заједно са другим познатим рок музичарима.
Преминуо је 29. јула 2019. године у Београду. Сахрањен је на гробљу Лешће.